# ماهی‌گیرک کسین
ماهی‌گیرک کسین (نام علمی: Ptychoramphus aleuticus) نام یک گونه از تیره ماهی‌گیرک است.